# Halbach-Hämmer
Die Halbach-Hämmer waren ein Hammerbetrieb in Hattingen zum Beginn der Industrialisierung. 
Der Fabrikant Johann Arnold Halbach aus Müngsten erwarb an der Ruhr die alte staatliche Kornmühle der Stadt Blankenstein, die urkundlich erstmals 1593 erwähnt wurde. Er erhielt am 5. Oktober 1803 die Erlaubnis des Königs von Preußen, sie abzureißen und an ihrer Stelle wasserbetriebene Eisenhämmer zu betreiben. Im Jahre 1804 ließ Halbach sieben Hämmer in fünf Häuschen errichten. Die Namen der nach Blankenstein geholten Hammermeister waren Kiel, Brake, Buderus und Josua vom Stein aus Remscheid und Schubeis aus Schwelm. Geschäftsführer wurde Carl Friedrich Gethmann. Halbach produzierte Stahl für Beile, der einen guten Ruf hatte. 
Wegen wirtschaftlicher Schwierigkeiten im Jahre 1828 wurden die Hämmer  verpfändet. Gustav Halbach führte nach der Abfindung der Gläubiger das Werk ab 1839 in geringem Umfang fort. Im Jahre 1874 löste dessen Neffe und Erbe George Halbach das Unternehmen auf und verkaufte die Hämmer. Friedrich Lohmann erwarb sie für 18.000 Goldmark und verpachtete sie an Karl Kalthoff. 
Kalthoff stellte in den folgenden Jahrzehnten Spaten, Schaufeln, Bratpfannen und später auch Wagenachsen, Radreifen und Puddelhaken her. Zusammen mit dem ehemaligen Tabakhändler und Kaufmann Hugo Wengeler erwarb er 1902 ein Grundstück in Witten. Am 1. Juni 1906 begann die dortige Produktion des Unternehmens Wengeler & Kalthoff. Die alten Hämmer wurden 1906 nach über einhundert Jahren Arbeit stillgelegt. 1913 wurden sie abgerissen. Nur das Kontorgebäude blieb stehen.    
Das Haus ist heute Schaupunkt der Märkischen Technikstraße und Sitz des „Rudervereins Blankenstein eV“. Die Straße heißt „Zu den sieben Hämmern“.